# Metro de Los Ángeles
El Metro de Los Ángeles (en inglés: Los Angeles Metro Rail) es un sistema de ferrocarril metropolitano que opera en el condado de Los Ángeles, California, Estados Unidos desde 1990. Es parte de la red de transporte público operada por la Autoridad de Transporte Metropolitano del Condado de Los Ángeles (LACMTA por sus siglas en inglés).
Es una agencia gubernamental descendiente de la compañía privada Pacific Electric Railway Company, que operaba el sistema de tranvías de la ciudad desde 1887 hasta 1965.
En la actualidad, la red de metro cuenta con seis líneas de 184.3 kilómetros de longitud, y 103 estaciones para aproximadamente 208,300 pasajeros cotidianos por semana y 61.9 millones de pasajeros por año.

## Líneas actuales
El Metro de Los Ángeles cuenta con seis líneas. Las líneas B y Línea D son completamente subterráneas, mientras que las líneas A, C, E, y K están formadas por trenes ligeros con algunos tramos en superficie.
| Línea             | Apertura | Longitud          | Estaciones | Término                                              | Tipo        |
| ----------------- | -------- | ----------------- | ---------- | ---------------------------------------------------- | ----------- |
| Línea A (Azul)    | 1990     | 48,5 mi (78,1 km) | 44         | APU/Citrus College (norte) Downtown Long Beach (sur) | Tren ligero |
| Línea B (Roja)    | 1993     | 14,7 mi (23,7 km) | 14         | North Hollywood (norte) Union Station (sur)          | Tren urbano |
| Línea C (Verde)   | 1995     | 17,8 mi (28,6 km) | 12         | LAX/Metro Transit Center (oeste) Norwalk (este)      | Tren ligero |
| Línea D (Púrpura) | 2006     | 5,1 mi (8,2 km)   | 8          | Wilshire/Western (oeste) Union Station (este)        | Tren Urbano |
| Línea E (Expo)    | 2012     | 21,9 mi (35,2 km) | 29         | Atlantic (este) Santa Monica (oeste)                 | Tren ligero |
| Línea K (Rosada)  | 2022     | 11 mi (17,7 km)   | 13         | Expo/Crenshaw (norte) Redondo Beach (sur)            | Tren ligero |

Las Líneas G (naranja) y J (plata) son Transporte Rápido por Autobús en Los Ángeles.
| Línea             | Apertura | Longitud        | Estaciones | Término                                                                | Tipo                                                |
| ----------------- | -------- | --------------- | ---------- | ---------------------------------------------------------------------- | --------------------------------------------------- |
| Línea G (Naranja) | 2005     | 18 mi (29,0 km) | 17         | Chatsworth (oeste) North Hollywood (este)                              | Autobús de tránsito rápido (Incluida en mapa Metro) |
| Línea J (Plata)   | 2009     | 38 mi (61,2 km) | 11         | Estación de autobuses de El Monte (norte) Artesia Transit Center (sur) | Autobús de tránsito rápido (Incluida en mapa Metro) |

## Horas de servicio

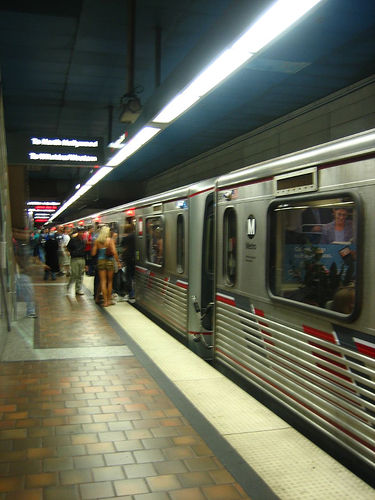
Pasajeros en la estación Calle 7.ª/Metro Center.

Entre la apertura del sistema en 1990 y febrero de 2020, casi 30 años, las líneas de Metro Rail funcionaban regularmente entre las 5:00 a. m. y la medianoche, los siete días de la semana. Se proporcionó un servicio limitado en segmentos particulares después de la medianoche y antes de las 5:00 a. m. Los viernes y sábados por la noche, el servicio funcionaba hasta aproximadamente las 2:00 a. m. No hubo servicio entre las 2:00 a. m. y las 3:30 a. m., excepto en ocasiones especiales como la víspera de Año Nuevo. El servicio funcionaba cada 5–10 minutos durante el período de alto uso, cada 10–15 minutos durante el mediodía, los fines de semana, y cada 20 minutos durante la noche hasta el cierre del servicio. Los tiempos exactos variaron de una ruta a otra.
Durante la pandemia covid-19, en marzo de 2020, el sistema comenzó a ajustar las frecuencias de los trenes para respetar las restricciones que se promulgaron. Los trenes continuarían funcionando entre las 5:00 a. m. y a la medianoche todos los días, y se eliminó el servicio nocturno de fin de semana para acomodar la limpieza de los trenes. Para marzo de 2023, Metro regreso con frecuencias y pasajeros a niveles antes de la pandemia.

## Tarifas TAP

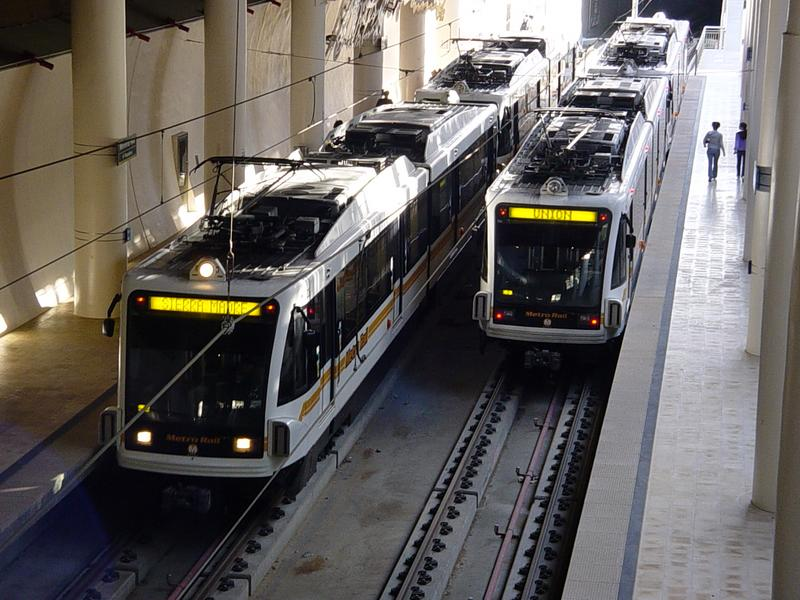
La Línea A, tren ligero.

La tarifa base del Metro se aplica a todos los viajes. Los inspectores de tarifas, la policía local, vigilan el sistema y multan a las personas sin ticket. Se requiere que los pasajeros compren una tarjeta "TAP" para ingresar a estaciones. Los pasajeros que usan una tarjeta TAP pueden realizar transbordos entre las rutas de Metro de forma gratuita dentro de las  primeras 2 horas desde la primera validación del billete. En julio de 2023, Metro cambio el costo de las tarifas máximas. Puso límites máximos de cobro a sus tarjetas de un día, 7 días y 30 días. Al pasar su límites, los viajes son gratuitos. 
La siguiente tabla muestra las tarifas del Metro, vigentes a partir del 1 de julio de 2023 (en dólares estadounidenses):
| Tipo de viaje                  | Precio regular | Gente mayor (62+) y Gente con discapacidades | Estudiantes k-12 y colegial | Bajos Recursos                                          |
| ------------------------------ | -------------- | -------------------------------------------- | --------------------------- | ------------------------------------------------------- |
| 1 Ticket / 2 horas             | $1.75          | $0.35 (Medio-día) $0.75 (Hora de alto uso)   | $0.75                       | 20 viajes gratis, Después de 20 viajes, Precio regular. |
| Máximo costo de 1 dia          | $5             | $2.50                                        | $2.50                       | 20 viajes gratis, Después de 20 viajes, Precio regular. |
| Máximo costo de 7 días         | $18            | $5                                           | $6                          | 20 viajes gratis, Después de 20 viajes, Precio regular. |
| Transferencia de Metro al Muni | $0.50          | $0.25                                        | -                           | -                                                       |

## Historia

Pacific Electric operaba el sistema más grande de transporte público en el mundo en los años 20 del.

A principios del siglo XX, Los Ángeles tenía una extensa red de tranvías de dos compañías Principales que operaban más de 1700 kilómetros de vías. Pacific Electric, llamados "Trenes Rojos" (Red Cars en inglés) y Los Ángeles Railway, Trenes Amarillos (Yellow Cars). Los trenes amarillos solo tenían trolleys en el Centro de Los Ángeles. Los Red Cars se extendían para el condado de Orange, Ventura, Riverside y San Bernardino. Comenzando en 1930 el déficit de ingresos causó que Pacific Electric comenzara a reemplazar líneas con autobuses. En 1958, los restos de las líneas privadas de tren Red é Yellow Cars, y autobuses se consolidaron en una agencia gubernamental conocida como Los Angeles Metropolitan Transit Authority (la Autoridad Metropolitana de Tránsito de Los Ángeles), formada por el estado de California. Para 1963, las líneas restantes de tren se eliminaron por completo. Aunque el cese de operación de Pacific Electric se justificó por motivos económicos, existe la leyenda urbana de que la industria automovilística, específicamente GM, desarmó las compañías de tren en Los Ángeles, para aumentar el uso del automóvil. Una versión de esta teoría se usó en la película ¿Quién engañó a Roger Rabbit? de Disney.
En 1964, se formó la agencia Southern California Rapid Transit District, el distrito de Tránsito Rápido del Sur de California, nombrado por sus cifras en inglés, RTD. En las siguientes décadas, la congestión del tráfico condujo a un mayor apoyo público para el regreso del tren público en detrimento de los autobuses. En 1976, el estado formó Los Ángeles County Transit Commission, la Comisión de tránsito del Condado de Los Ángeles (LACTC). A partir de la década de los 1970, las preocupaciones ambientales, el aumento de la población y el precio de la gasolina, llevaron a la población del condado por primera vez, a aprobar en 1980 la Proposición A, un nuevo impuesto permanente de medio centavo para pagar un nuevo sistema de ferrocarril público. RTD y LACTC comenzó la construcción de la línea Azul (hoy Línea A) en los años 80. La Línea Azul (Línea A) finalmente se abrió el 14 de julio de 1990, unos 27 años después del cierre de la línea final del Pacific Electric. El RTD y LACTC se unieron en una solo entidad gubernamental. La Autoridad de Transporte Metropolitano del Condado de Los Ángeles (LACMTA) en 1990, hoy simplemente llamado "Metro".
En el 2008, los votantes aprobaron la Medida R. Un aumento de impuestos de medio centavo por treinta años para Metro. En 2016, los votantes decidieron aumentar el impuesto por segunda vez otro medio centavo con la Medida M (con más de un 70% de aprobación) y hacer permanente el impuesto de un centavo por cada dólar en impuestos de ventas dentro del condado de Los Ángeles. Se estima una recaudación de más de $120 mil millones de dólares para proyectos en Los Ángeles en 40 años. Desde esa fecha, el sistema se ha expandido hasta alcanzar 169 km de vías. Además, desde 2002 hay múltiples líneas de tren en construcción.
El uso total del Metro tren ligero y tren urbano es de 93,170,525 viajes en 2019. Las líneas de tren urbano B y D registraron más de 130,900 viajes semanales en 2019, 41,775,100 cada año. Por tanto, es el noveno sistema de tren urbano más usado en los Estados Unidos. El sistema ligero recibe más de 161,300 usuarios semanales, 51,395,800 cada año (2019), de manera que es el sistema de tren ligero de Metro más usado de Estados Unidos.

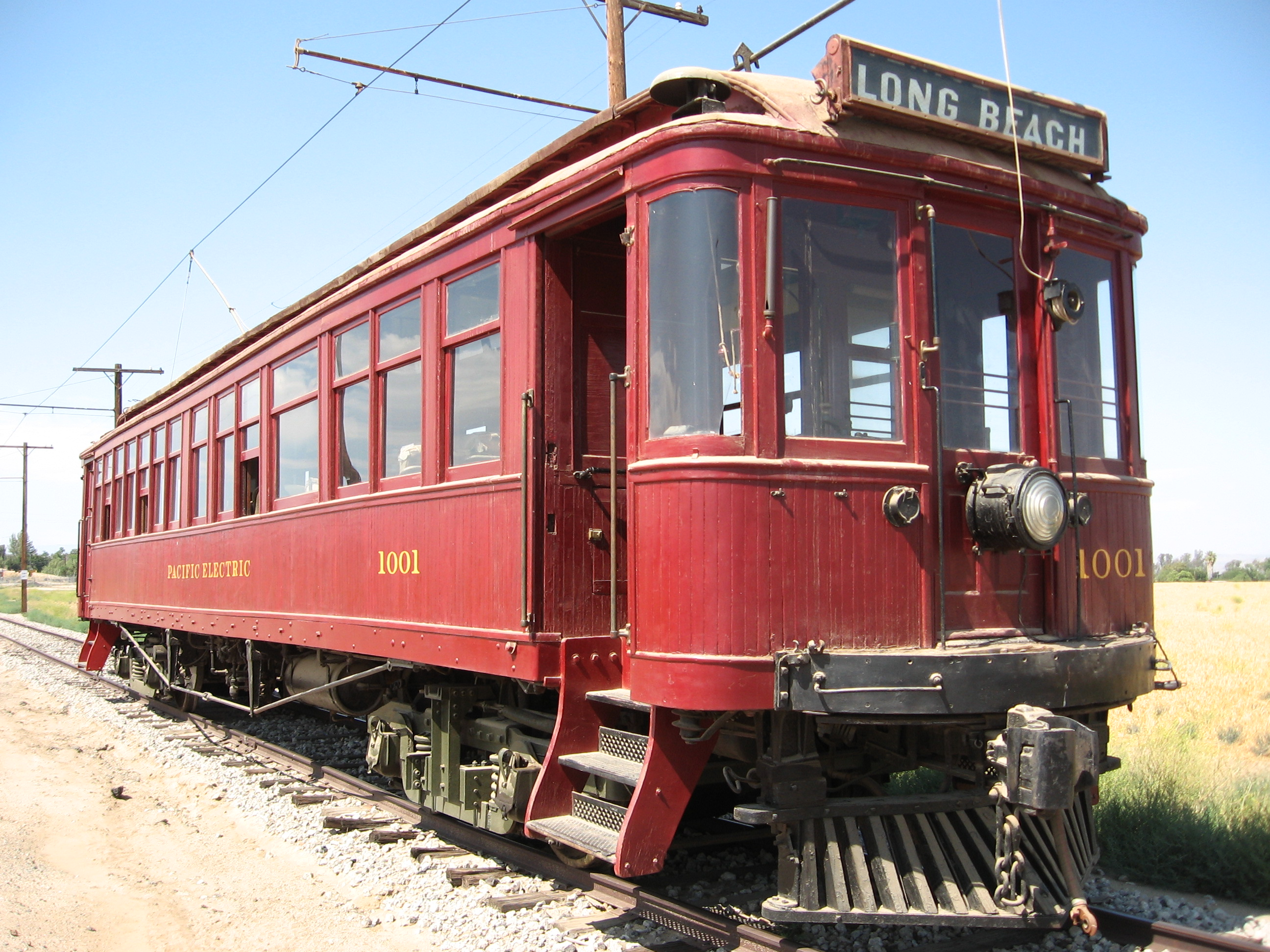
Pacific Electric 1001.

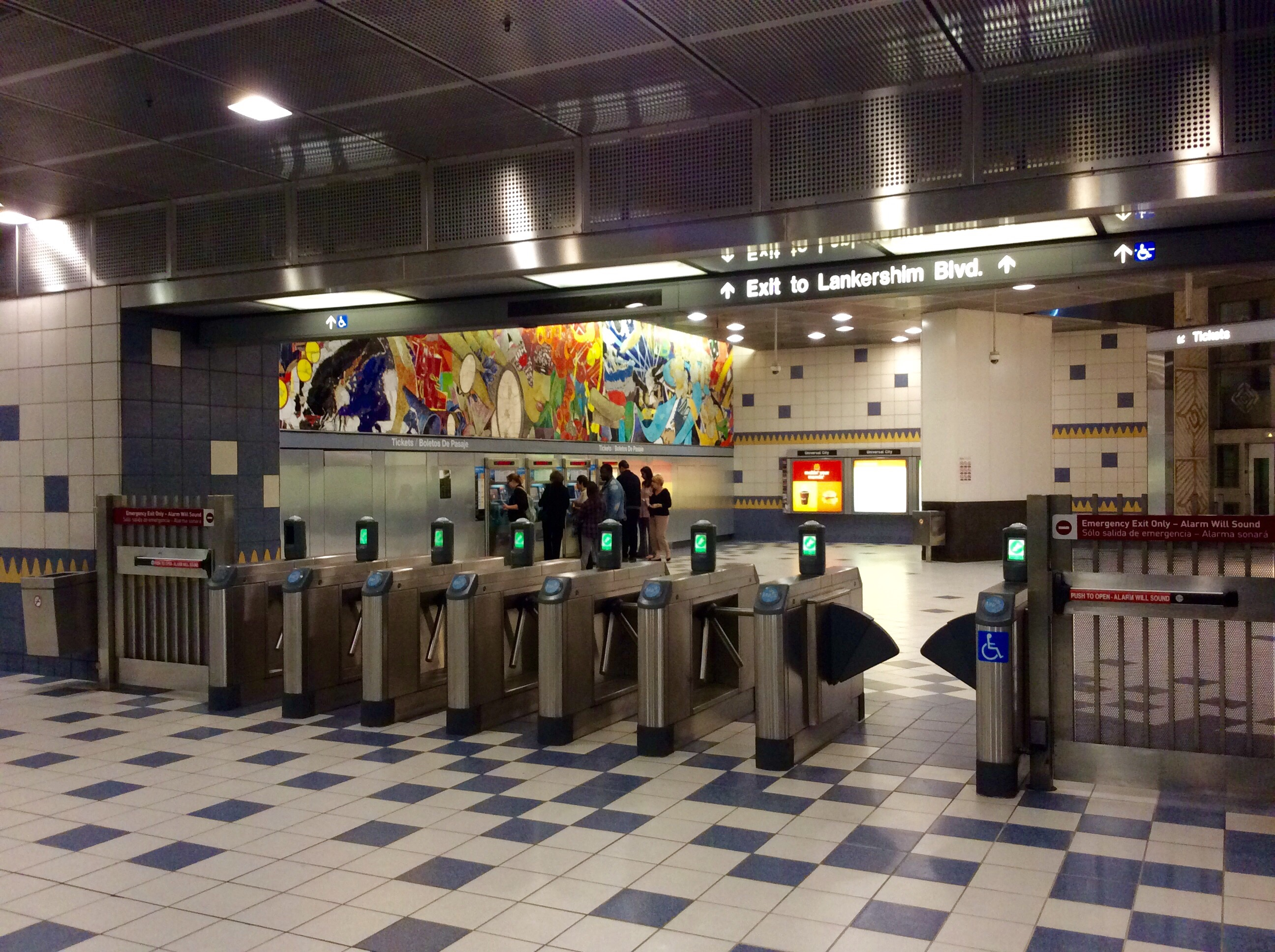
Acceso TAP en la estación subterránea Universal City de Línea B.

La siguiente lista muestra cada expansión:
| Descripción de Segmento              | Apertura                | Líneas actuales usando este Segmento | Puntos Finales                                       | N.º de Nuevas Estaciones | Longitud (km)       |
| ------------------------------------ | ----------------------- | ------------------------------------ | ---------------------------------------------------- | ------------------------ | ------------------- |
| Línea Azul Segmento Uno              | 14 de julio de 1990     |                                      | Pico a Anaheim Street                                | 17                       | 19,1 mi (30,7 km)   |
| Circuito Long Beach de la Línea Azul | 1 de septiembre de 1990 |                                      | Anaheim Street a Pacific                             | 4                        | 2,2 mi (3,5 km)     |
| Línea Azul a Centro Financiero       | 15 de febrero de 1991   |                                      | Pico a 7th Street/Metro Center                       | 1                        | 0,7 mi (1,1 km)     |
| Línea Roja MOS-1                     | 30 de enero de 1993     | ,                                    | Union Station a Westlake/MacArthur Park              | 3                        | 4,4 mi (7,1 km)     |
| Línea Verde                          | 12 de agosto de 1995    |                                      | Redondo Beach a Norwalk                              | 13                       | 20 mi (32,2 km)     |
| Línea Roja MOS-2 Oeste               | 13 de julio de 1996     | ,                                    | Westlake/MacArthur Park a Wilshire/Western           | 3                        | 2 mi (3,2 km)       |
| Línea Roja MOS-2 Norte               | 12 de junio de 1999     |                                      | Wilshire/Vermont a Hollywood/Vine                    | 5                        | 4,7 mi (7,6 km)     |
| Línea Roja MOS-3                     | 24 de junio de 2000     |                                      | Hollywood/Vine a North Hollywood                     | 3                        | 6,3 mi (10,1 km)    |
| Línea Oro Segmento Inicial           | 26 de julio de 2003     |                                      | Union Station a Sierra Madre Villa                   | 12                       | 13,7 mi (22,0 km)   |
| Línea Oro Extensión Este             | 15 de noviembre de 2009 |                                      | Union Station a Atlantic                             | 8                        | 6 mi (9,7 km)       |
| Línea Expo Fase 1                    | 28 de abril de 2012     |                                      | 7th Street/Metro Center a La Ciénega/Jefferson       | 8                        | 7,6 mi (12,2 km)    |
| Línea Expo a Culver City             | 20 de junio de 2012     |                                      | La Ciénega/Jefferson a Culver City                   | 2                        | 1 mi (1,6 km)       |
| Línea Oro Extensión Foothill         | 5 de marzo de 2016      |                                      | Sierra Madre Villa a APU/Citrus College              | 6                        | 11,6 mi (18,7 km)   |
| Línea Expo Fase 2                    | 20 de mayo de 2016      |                                      | Culver City a Santa Mónica                           | 7                        | 6,6 mi (10,6 km)    |
| Línea K (sección norte)              | 7 de octubre de 2022    |                                      | Expo/Crenshaw a Westchester/Veterans                 | 7                        | 6 mi (9,7 km)       |
| Conector Regional                    | 16 de junio de 2023     | ,                                    | 7th Street/Metro Center a Little Tokyo/Arts District | 2                        | 1,9 mi (3,1 km)     |
| Aviation/Century Station             | 03 de noviembre de 2024 | ,                                    | Aviation/Century                                     | 1                        | 1 mi (1,6 km)       |
| LAX/Metro Transit Center Station     | 06 de junio de 2025     | ,                                    | LAX/Metro Transit Center                             | 1                        | 1 mi (1,6 km)       |
| TOTAL                                |                         |                                      |                                                      | 103                      | 115,5 mi (185,9 km) |

## Líneas y extensiones en el futuro
Los votantes de Los Ángeles aprobaron la medida R en 2008 y M en el 2016. Un aumento incremental de impuesto a ventas en todo el condado, proporciona fondos para muchos de los proyectos de mayor prioridad en su plan de largo plazo.
En 2018, Metro aprobó cambiar el nombre de sus líneas de tren utilizando un esquema basado en letras, similar a los del  Metro de Nueva York. Los cambios ocurrieron en 2020.
Metro tiene cinco proyectos en construcción y varios en fase de planificación.
| Nombre del proyecto                                         | Descripción | Construcción   | En operación                                  | Estatus                                        | Referencia |
| ----------------------------------------------------------- | --- | -------------- | --------------------------------------------- | ---------------------------------------------- | ---------- |
| Extensión Foothill Line (La Línea A)                        | La extensión de la Línea A 14.6 km de su terminal en Azuza, CA hasta Pomona, CA. Metro anunció su inicio de construcción en octubre de 2017. Conectando el Valle de San Gabriel con el Inland Empire. | 2019–25        | 9/9/2025                                      | En Prueba                                      | [ 8 ]      |
| Transporte hectométrico Skylink de LAX                      | Conectará los terminales del Aeropuerto Internacional de Los Ángeles con el sistema de Metro. Tendrá tres estaciones dentro del aeropuerto. En los terminales 3, 4 y B (West CTA), 2, 5, y 6 (Center CTA) y 1, 7, y 8 (East CTA). Una estación para empleados (ITF West). La estación de transferencias (ITF East: LAX/Metro Transit Center), conectará líneas de autobús, Línea K y Línea C. Tendrá área de Uber, Lyft, taxi y área de descargas. Está en la zona hotelera en las afueras del aeropuerto. La última estación estarán en una zona para alquilar automóviles. En total seis estaciones. Este proyecto es en cooperación con LAX. | 2018–23        | 2026                                          | En Prueba                                      | [ 9 ]      |
| Extensión de línea morada (La Línea D) Fase 1, 2 y 3        | La extensión de la Línea D en tres fases por el bulevar Wilshire está en construcción desde julio de 2015. La primera fase de la Línea D comenzará en Koreatown hasta llegar a la estación Wilshire/La Ciénega. La fase dos transcurrirá por el distrito de Century City, Beverly Hills, y la fase tres por la Universidad de Los Ángeles (UCLA) y el distrito de Westwood. El tren urbano subterráneo tiene por objetivo completar su primera fase en el año 2025, la segunda fase en 2026 y la tercera fase en 2027, a tiempo para los Juegos Olímpicos de 2028. La Villa Olímpica estará en UCLA.                                            | 2015–27        | 2024 (fase 1) / 2025 (fase 2) / 2027 (fase 3) | En construcción                                | [ 10 ]     |
| Proyecto de Tren Ligero del Este del Valle de San Fernando  | Nueva Línea Ligera en el Valle de San Fernando. Tren Ligero por el bulevar Van Nuys de norte (Sylmar) a sur de la estación de Metrolink en San Fernando, CA hasta la estación Van Nuys de la Línea G. Bajo construcción desde 2021. | 2024           | 2031                                          | En construcción                                | [ 11 ]     |
| Corredor de tránsito Southeast Gateway Line                 | Nueva Línea de tren ligero del Centro de Los Ángeles Union Station hasta Artesia. Doce nueva estaciones. | 2025           | 2035                                          | En Construcción                                | [ 12 ]     |
| Extensión Foothill Line - Phase 2B (La Línea A)             | La extensión de la Línea A, 5.1 km de su nueva terminal en Pomona, CA hacia el este en Montclair, CA. Metro anunció su inicio de construcción en 2025. Dos nuevas estaciones. | 2025–30        | 2030                                          | Lista para Construcción                        | [ 8 ]      |
| Corredor Eastside Transit (La Línea E) Fase 2               | Extender la Línea E, 14 km del Este de los Ángeles Atlantic Station para llegar a Whittier. | 2025           | 2035                                          | Estudios finales del impacto al medio ambiente | [ 13 ]     |
| Proyecto del corredor de tránsito de Sepúlveda: Fases 1 y 2 | Construir un tren urbano de 32 km subterráneo por el pasaje Sepúlveda entre el distrito de Van Nuys y LAX en Los Ángeles. Fase 1 es conectar el Proyecto de tránsito de tren ligero (del este de San Fernando) en Van Nuys al sur con la línea E, pasando bajo colinas, montañas y el autopista 405. Fase 2 es de la Línea E al sur al llegar al aeropuerto de Los Ángeles. Terminando con la Línea C, El planeado Lincoln Boulevard tren Ligero y la Linea K en LAX/Metro Transit Center de LAX. | 2028           | 2039 (fase 1) 2050 (fase 2)                   | En planificación                               | [ 14 ]     |
| Extensión Norte de Línea (La Línea K) Fase 2                | Extender la Línea K de su término en Expo/Crenshaw al norte 15 km para llegar al Sunset Strip, West Hollywood, The Grove Farmers Market, Beverly Center y con la Línea B en Hollywood. | 2041           | 2047                                          | En planificación                               | [ 15 ]     |
| Corredor de tránsito Ave. Vermont (La Línea B)              | Extender la Línea B en Koreatown al sur por la avenida Vermont con tren subterráneo. La avenida es la segunda más usada avenida en autobús del sistema Metro. | 2041           | 2047                                          | En planificación                               | [ 16 ]     |
| Convertir la Linea G de autobus en Tren Ligero (La Línea G) | Renovar la Línea G Autobús de tránsito rápido en el Valle de San Fernando a tren ligero. | 2051           | 2057                                          | En planificación                               | [ 17 ]     |
| Corredor de tránsito SouthBay (La Línea K)                  | Extender la Línea K en estación Redondo Beach al sur con tren ligero hacia Torrance, CA. Con dos nuevas estaciones. | 2041           | 2047                                          | En planificación                               | [ 18 ]     |
| Estación Arts District/6th St, (La Línea B)                 | Extender la Línea B en el Centro de Los Angeles hacia el este con una estación mas para dar servicio del barrio de arte. | Sin determinar | Sin determinar                                | En planificación                               | [ 19 ]     |
| Corredor de tránsito de Lincoln Boulevard                   | Crear una nueva linea de la estación LAX/Metro Transit Center hacia el norte por el boulevard Lincoln hacia la estación Downtown Santa Monica station de la Línea E en tren ligero. | 2043           | 2047                                          | En planificación                               |            |
| Corredor de tránsito de North Hollywood hacia Pasadena      | Crear una nueva linea de la estación North Hollywood hacia el este por Burbank, Glendale hacia Pasadena Línea A en tren ligero. | Por Determinar | Por Determinar                                | En planificación                               | [ 20 ]     |

## Cultura popular

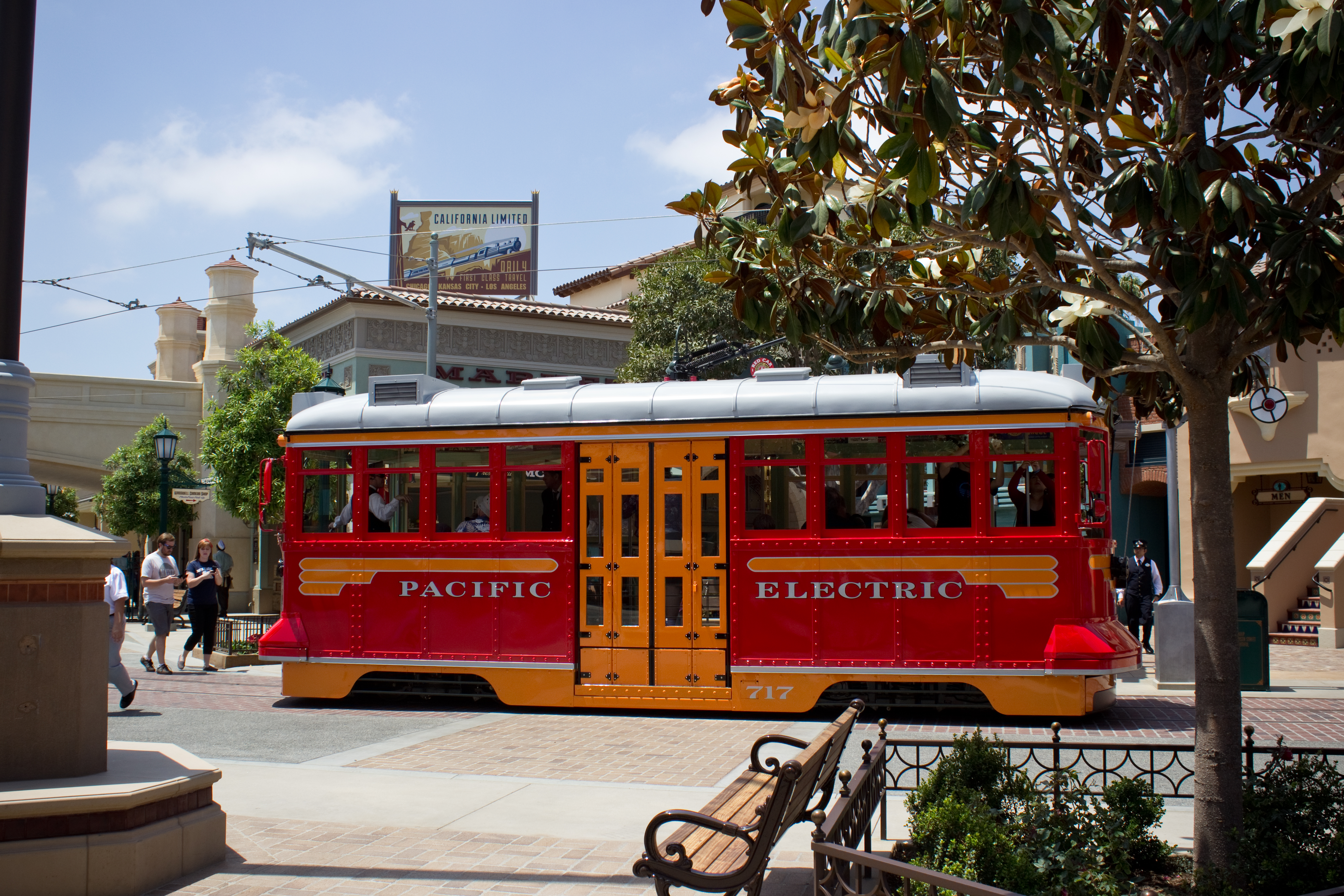
Tranvía 623 de Disney California Adventure Park usando el estilo retro de Pacific Electric en 2012.

Por ser el sistema metro de la ciudad de Los Ángeles es la Marca del cine estadounidense, varias películas han usado el metro como protagonista. Los Red Car Trolleys se pueden ver en las películas retro Changeling, ¿Quién engañó a Roger Rabbit? y L.A. Confidential, entre otras. Y en el parque Disneyland como transporte en Disney California Adventure Park.
El metro moderno aparece en las películas Crash, Lethal Weapon 3, 2012, Volcano (de 1997), Superbad, Collateral, Virgen a los 40, Battle: Los Angeles, Italian Job (de 2003), y Capitana Marvel (de 2018). La Línea B, bajo construcción, es la escena final de la película de 1994 de Keanu Reeves, Speed.